# Ferhat Akbaş
| Data urodzenia            | 12 kwietnia 1986                      | 12 kwietnia 1986                      |
| Miejsce urodzenia         | Stambuł                               | Stambuł                               |
| Funkcja                   | statystyk, asystent trenera, I trener | statystyk, asystent trenera, I trener |
| Kariera trenerska         |                                       |                                       |
| Lata                      | Drużyna                               | Funkcja                               |
| 2004–2006                 | Galatasaray Stambuł                   | statystyk                             |
| 2006–2011                 | Türk Telekom Ankara                   | statystyk                             |
| 2011–2012                 | Guangdong Evergrande                  | asystent trenera                      |
| 2012–2015                 | VakıfBank Stambuł                     | asystent trenera                      |
| 2013–2014                 | Turcja                                | asystent trenera                      |
| 2015–2016                 | Turcja                                | I trener                              |
| 2017–2018                 | Japonia                               | asystent trenera                      |
| 2017–2019                 | CSM Bukareszt                         | I trener                              |
| 2019–2021                 | Grupa Azoty Chemik Police             | I trener                              |
| 2021–2025 (do 17.03.2025) | Eczacıbaşı Dynavit Stambuł            | I trener                              |
| 2022–2023                 | Chorwacja                             | I trener                              |
| 2025–                     | Japonia                               | I trener                              |

Ferhat Akbaş (ur. 12 kwietnia 1986 w Stambule) – turecki statystyk, asystent trenerów i trener siatkarski. 

## Sukcesy klubowe

### jako asystent trenera
Liga chińska:
- 2012

Puchar Turcji:
- 2013, 2014

Liga Mistrzyń:
- 2013
- 2014
- 2015

Liga turecka:
- 2013, 2014
- 2015

Superpuchar Turcji:
- 2013, 2014

Klubowe Mistrzostwa Świata:
- 2013

### jako trener
Liga rumuńska:
- 2018
- 2017, 2019

Puchar Rumunii:
- 2018

Superpuchar Polski:
- 2019

Puchar Polski:
- 2020, 2021

Liga polska:
- 2020, 2021

Puchar CEV:
- 2022[6]

Liga turecka:
- 2023[7], 2024[8]
- 2022[9]

Klubowe Mistrzostwa Świata:
- 2023[10]
- 2022[11]

Liga Mistrzyń:
- 2023[12]

## Sukcesy reprezentacyjne

### jako asystent trenera
Igrzyska Śródziemnomorskie:
- 2013

Mistrzostwa Azji:
- 2017

### jako trener
Liga Europejska:
- 2014

Volley Masters Montreux:
- 2015
- 2016

Igrzyska Europejskie:
- 2015

Mistrzostwa Świata U-23:
- 2015